# Joaquín Luis Ramírez Rodríguez
Joaquín Luis Ramírez Rodríguez es abogado, político y escritor español nacido en Málaga el 21 de junio de 1955. En la actualidad es senador por Málaga, perteneciente al Partido Popular. Fue uno de los 27 senadores que formaron parte de la Comisión del 155, dicha Comisión fue constituida para tramitar las medidas respecto a Cataluña aprobadas por el Gobierno al amparo del artículo 155 de la Constitución.
Es Presidente de Cánovas Fundación (F. Cánovas XIX-XXI). También es Presidente de la Fundación Orden de La Paz.

## Trayectoria
Fue elegido senador en las elecciones generales de 2016, 2015, 2011 y de 2008. Designado senador por el Parlamento de Andalucía en 2004.

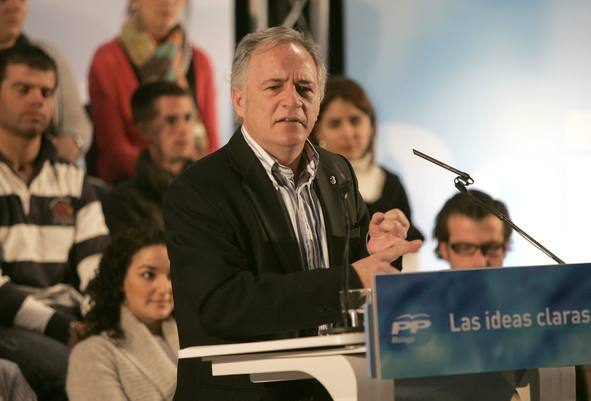
Joaquín Ramírez inverviniendo en Congreso Regional del PP Andaluz

Anteriormente, había sido diputado del Parlamento de Andalucía en las legislaturas 1994-96, 1996-2000, 2000-2004 y 2004-2008. Cabeza de lista por el Partido Popular por la circunscripción electoral de Málaga en las elecciones andaluzas de 2000 y 2004. 
Concejal número dos por Málaga en las elecciones municipales de 2003 y 2007. Diputado provincial y portavoz del Grupo Popular en la Diputación Provincial de Málaga en 2003 y 2007.
Presidente del Partido Popular de Málaga de marzo de 2000 a noviembre de 2008, año en que rehusó volver a presentar su candidatura, siendo sustituido por Elías Bendodo. Durante el congreso de noviembre de 2008 fue nombrado Presidente de Honor del Partido Popular de Málaga.
Es abogado en ejercicio y ha trabajado en banca, marketing, el sector del transporte y consultoría. Ha sido profesor preparador de diversas materias en varias academias privadas. Ha sido vocal del Consejo de Administración de Unicaja, vocal de la Comisión Ejecutiva de esa misma entidad y consejero general de la Asamblea.

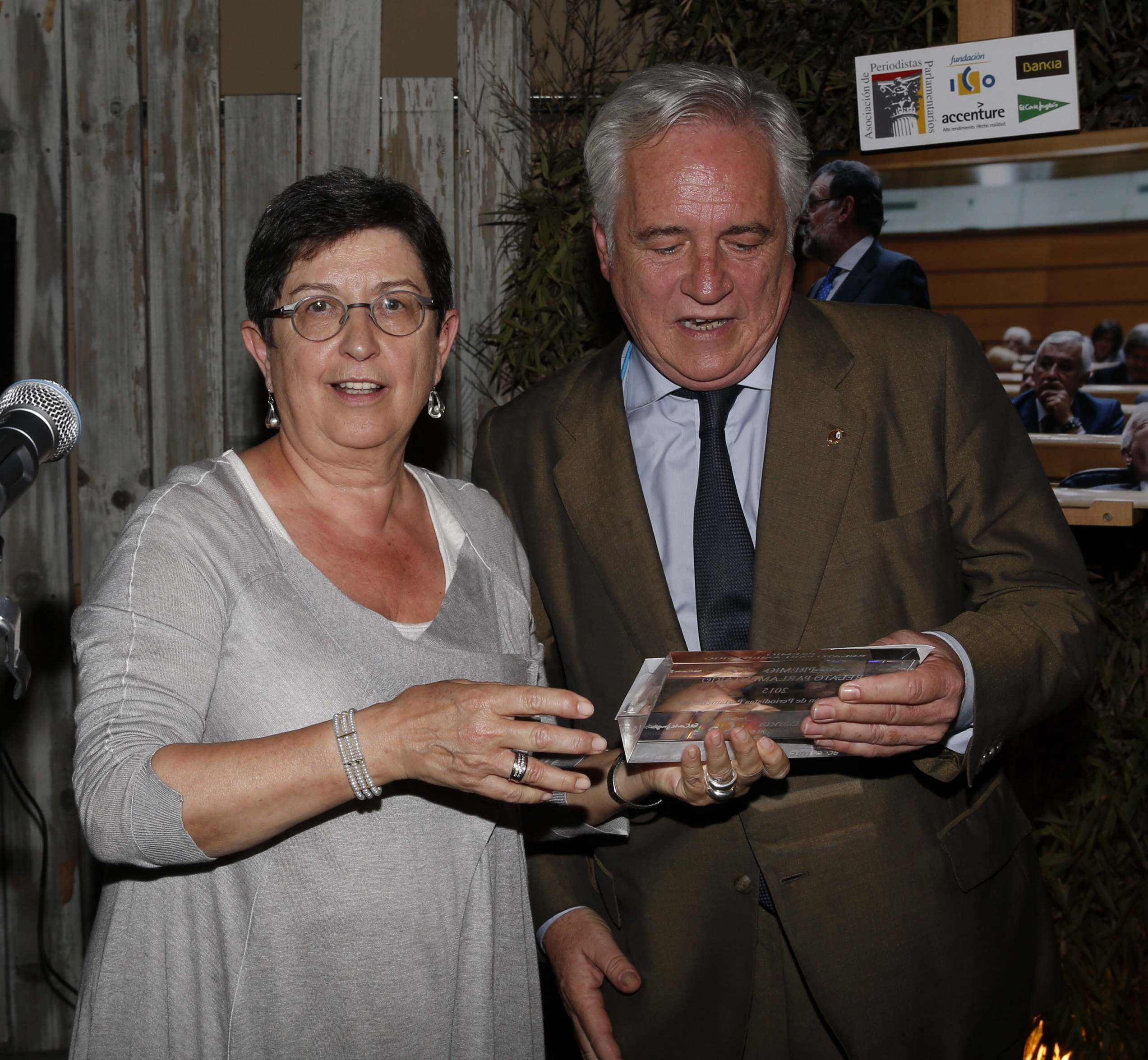
Joaquín Ramírez recibiendo el Premio ``Relatos Parlamentarios 2015´

Ganador del Premio de Relatos Parlamentarios 2015 de la Asociación de Periodistas Parlamentarios con el relato titulado "El cielo polaco".
Columnista dominical habitual Diario Sur (Grupo Vocento) ininterrumpidamente desde 2012 hasta la actualidad. Columnista dominical habitual Diario La Opinión de Málaga (Grupo Prensa Ibérica) ininterrumpidamente desde 2008 a 2012.

## Artículos de Opinión
Cada domingo en Diario Sur escribe un artículo en la sección de opinión. Algunos de sus artículos en este Diario:
- «Taxi». 6 de agosto de 2018.
- «Después de ganar». 29 de julio de 2018.
- «Ñángara». 22 de julio de 2018.
- «Schengenland». 15 de julio de 2018.
- «Primero, las primarias». 8 de julio de 2018.
- «El pudor de los guantes». 1 de julio de 2018.
- «El PP dijo sí». 24 de junio de 2018.